# 엄상호
엄상호 중령 (공사 39기, 사망당시 37세)은 대한민국 공군 조종사로 2004년 3월 11일 오후 2시 47분쯤 태안반도 북서쪽 15마일 해상에서 기동훈련중 충돌사고로 한세희 소령 (공사 43기, 사망당시 33세)과 함께 순직하였다. 공군은 3월 25일 사고경위 조사를 종합한 결과 F-5E 전투기 3대가 출격해 2대는 우군기 역할을, 나머지 1대는 가상적기 역할을 분담해 공중추격과 요격훈련을 벌이던 중 우군기 역할을 맡은 2대가 정면충돌한 것으로 드러났다고 밝혔다.
다음날인 2004년 3월 12일 수색팀은 인천시 옹진군 덕적면 울도 남동방 3.4마일 해상에서 꼬리 날개의 일부를 발견 이후 전투기 잔해 10여개를 발견했다.
이틀후인 2004년 3월 13일 대전 국립현충원에 안장되었다.
사흘후 함정 6척, 해경정 9척, 헬기, 수송기들이 동원되었던 수색이 종결되었다. 공군 관계자는 “두 전투기가 1만6000피트 상공에서 충돌하면서 1차 폭발이 있었고, 바다 위에 떨어질 때 수면장력에 의해 2차 폭발이 있었을 것으로 추정된다”며 “산산조각이 나 수색에 어려움이 있기에 먼저 유족의 동의를 얻어 관례대로 사고 3일 후 영결식을 가졌다”고 말했다.
당시 F-5E 전투기들의 잔해는 발견되었으나 시신을 찾지 못해 고인들의 모발이 안장되었다 (묘비번호: 엄상호, 5279).
1. 2003년 방송에 잠시 출연한 적이 있다[7].